# Témime Lahzami
Témime Lahzami (Hammam-Lif, 1 de gener de 1949) és un jugador de futbol tunisià ja retirat.
Jugava a la posició d'extrem. Pel que fa a clubs, destacà als clubs tunisians CS Hammam-Lif i Espérance, així com a l'Olympique de Marsella francès. Fou el capità de la selecció de Tunísia a la Copa del Món de 1978 a Argentina.